# Umar II
Umar ibn Abd al-Aziz (känd som Umar II), född 2 november 682, död cirka 5 februari 720, var den åttonde kalifen av umayyadernas dynasti. Han regerade från 22 september 717 fram till sin död.

## Biografi
Umar var son till Egyptens mångårige ståthållare Abd al-Aziz ibn Marwan och på sin mors sida en ättling till Umar I. Han föddes i Medina och tillbringade där sin ungdom omgiven av efterföljarna till profeten Muhammeds samtida och vänner.
al-Walid I utnämnde honom 706 till guvernör i Medina. Men då han gav upprorsmän från Irak en tillflyktsort i staden blev han senare, på Hadjdjadj ibn Jusufs begäran, år 712 avsatt från sitt ämbete, dock utan att falla i allvarlig onåd.
Enligt Abd al-Maliks testamente skulle hans äldste son bestiga tronen efter Sulaymans död. Detta brydde sig dock Sulayman inte om, utan utsåg först båda sina söner till sina efterträdare. Men då både dog före honom lät han sig övertalas att överlåta kalifatet på sin kusin Umar, som kunde överta regeringen år 717 utan motstånd.

### Tiden som Kalif
Så snart han fått regeringen i sin hand gjorde Umar slut på alla krigsföretag för att få fria händer att ägna sig åt rikets inre angelägenheter. Han ville nämligen försöka förverkliga de politiska ideal som hade föresvävat honom redan under hans ungdomsår i Medina.
Hans viktigaste projekt var en ekonomisk reform. Den finanspolitik som införts av Umar I hade förfelat sin verkan. Många muslimer hade nämligen förvärvat jord i de erövrade provinserna och gjorde nu anspråk på skattefrihet för den. Å andra sidan övergick många skatteskyldiga till islam och undandrog sig skatten genom att slå sig ned i de stora städerna. Hadjdjadj hade helt enkelt förbjudit denna utvandring och belagt även muslimernas jordbesittningar med grundskatt. I motsats till detta höll Umar fast vid grundsatsen att alla muslimer skulle vara skattefria. Men han återinförde det av Umar I grundade systemet att det erövrade landet i sin helhet skulle tillhöra det muslimska samhället. Om en skattskyldig bonde övergick till islam återföll hans gods till bysamhället. Ville han fortsätta att förvalta det måste han arrendera det av byn, och arrendesumman tjänade då som bidrag till den skatt som byn hade att betala.
Umar fick under sin korta regering inte tillfälle att helt driva igenom sitt system, och hans efterträdare höll sig till Hadjdjadjs bekvämare praxis.